# فيكتور سبنسر
فيكتور سبنسر (بالإنجليزية: Victor Spencer)‏ هو عسكري نيوزيلندي، ولد في 1894، وتوفي في 24 فبراير 1918 بسبب إعدام رميا بالرصاص.